# 1809 en musique classique
| \| • Retour à la chronologie générale de la musique classique • \| |
| Grèce • Rome • Haut Moyen Âge • VIIIe siècle • IXe siècle • Xe siècle • XIe siècle XIIe siècle • XIIIe siècle • XIVe siècle • XVe siècle • XVIe siècle • XVIIe siècle XVIIIe siècle • XIXe siècle • XXe siècle • XXIe siècle |
| • Retour à la chronologie générale de la musique classique • |

| Années en musique classique : 1806 - 1807 - 1808 - 1809 - 1810 - 1811 - 1812    |
| Décennies en musique classique : 1770 - 1780 - 1790 - 1800 - 1810 - 1820 - 1830 |

Cet article présente les faits marquants de l'année 1809 en musique.

## Événements
- 18 septembre : Le Royal Opera House est ouvert à Londres.

Date indéterminée
- Cinquième Concerto pour piano (dit de l’Empereur) de Beethoven.

## Prix de Rome
1er Prix : Joseph Daussoigne-Méhul, 2e Prix : Désiré Beaulieu avec la cantate Agar dans le désert.

## Naissances

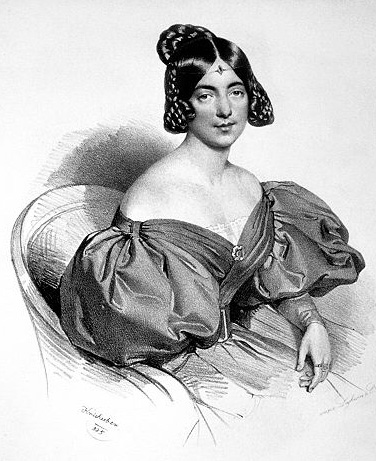
Eugenia Tadolini

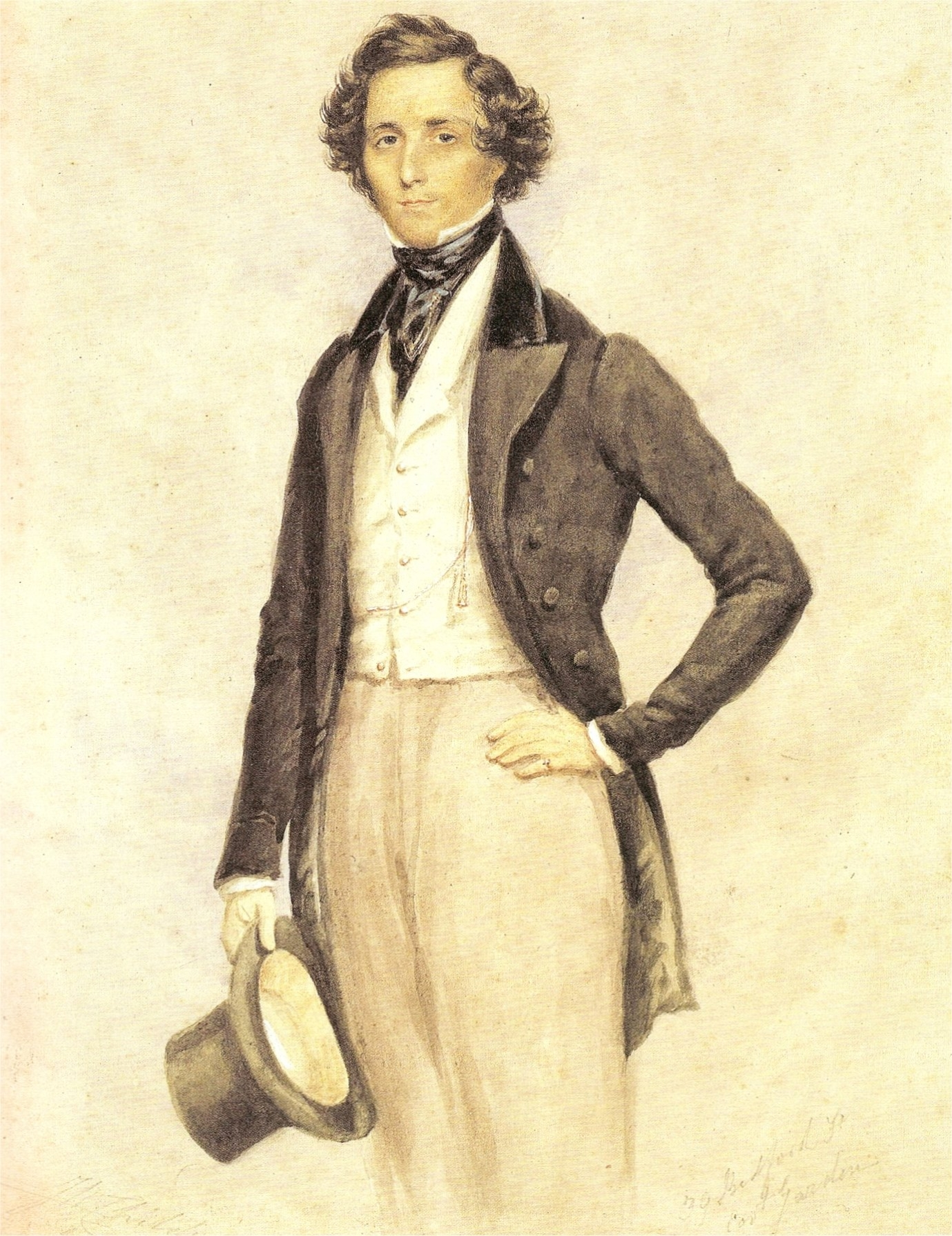
Felix Mendelssohn

- 2 janvier : Friedrich Wilhelm Jähns, musicologue, professeur de chant et compositeur allemand, auteur du catalogue des œuvres de Carl Maria von Weber († 8 août 1888).
- 20 janvier : Sebastián Iradier, compositeur basque espagnol († 6 décembre 1865).
- 3 février : Felix Mendelssohn, chef d'orchestre et compositeur allemand († 4 novembre 1847).
- 17 février : Adolphe Le Carpentier, pianiste, pédagogue et compositeur français († 14 juillet 1869).
- 13 mars : Louis Jansenne, ténor et directeur de théâtre français.
- 19 mars : Fredrik Pacius, compositeur allemand († 8 janvier 1891).
- 6 avril : Antoine Bessems, violoniste et compositeur belge († 19 octobre 1868).
- 23 avril : Eugène Prévost, chef d'orchestre et compositeur français († 20 août 1872).
- 13 mai : Jean-Baptiste Philémon de Cuvillon, violoniste et compositeur français († 26 mars 1900).
- 24 mai : Donatien Urbin, corniste français († 6 septembre 1857).
- 5 juillet : Eugenia Tadolini, soprano italienne († 11 juillet 1872).
- 10 juillet : Edward Loder, compositeur et chef d'orchestre britannique († 5 avril 1865).
- 14 juillet : Eugène Sauzay, violoniste et compositeur français († 24 janvier 1901).
- 22 juillet : Heinrich Proch, compositeur, musicien et professeur autrichien († 18 décembre 1879).
- 30 août : Adolf Friedrich Hesse, organiste et compositeur allemand († 5 août 1863).
- 12 septembre : Johann Benjamin Gross, violoncelliste et compositeur allemand († 1er septembre 1848).
- 26 septembre : Marià Obiols i Tramullas, compositeur espagnol († 11 décembre 1888).
- 12 octobre : John Liptrot Hatton, compositeur, chef d'orchestre, pianiste, accompagnateur et chanteur britannique († 10 septembre 1886).
- 22 octobre : Federico Ricci, compositeur italien († 10 décembre 1877).
- 16 novembre : Léopoldine Blahetka, compositrice autrichienne († 17 janvier 1885).
- 26 novembre : Auguste Morel, compositeur et critique musical français († 23 avril 1881).
- 1er décembre : Joseph Gungl, compositeur et chef d'orchestre hongrois († 31 janvier 1889).
- 2 décembre : Ernest Depas, violoniste et compositeur belge († 23 février 1889).
- 8 décembre : Jean-Baptiste-Joseph Willent-Bordogni, bassoniste, compositeur et pédagogue français († 11 mai 1852).

## Décès
- 7 mars : Johann Georg Albrechtsberger, compositeur autrichien à Vienne (° 3 février 1736).
- 17 avril : Johann Christian Kittel, organiste, compositeur et professeur allemand (° 18 février 1732).
- 31 mai : Franz Joseph Haydn, compositeur autrichien à Vienne (° 31 mars 1732).
- 18 septembre : Johann Nepomuk Holzhey, facteur d'orgue allemand (° 26 février 1741).
- 21 septembre : Alexander Reinagle, compositeur, organiste, pédagogue, impresario et musicien de théâtre américain (° 23 avril 1756).
- 27 novembre : Nicolas Dalayrac, compositeur français (° 8 juin 1753).
- 31 décembre : Franz Beck, compositeur allemand (° 20 février 1734).

Date indéterminée
- Dorotea Bussani, chanteuse d'opéra autrichienne (° 1763).